# Stolidosoma lucidum
Stolidosoma lucidum är en tvåvingeart som beskrevs av Becker 1922. Stolidosoma lucidum ingår i släktet Stolidosoma och familjen styltflugor.
Artens utbredningsområde är Peru. Inga underarter finns listade i Catalogue of Life.